# U-177
O Unterseeboot 177 foi um submarino alemão que atuou na Kriegsmarine durante a Segunda Guerra Mundial. O submarino foi afundado no dia 6 de Fevereiro de 1944 no Atlântico Sul a oeste da ilha Ascensão por cargas de profundidade lançadas da aeronave norte-americana Liberator (VB-107/B-3), causando a morte de 50 tripulantes e outros 15 sobreviveram.

## Comandantes
| Comandante              | Período                                        |
| ----------------------- | ---------------------------------------------- |
| KrvKpt. Wilhelm Schulze | 14 de Março de 1942 - 23 de Março de 1943      |
| KrvKpt. Robert Gysae    | 24 de Março de 1942 - 16 de Outubro de 1943    |
| KrvKpt. Heinz Buchholz  | 17 de Outubro de 1943 - 6 de Fevereiro de 1944 |

## Carreira

### Subordinação
| 14 de Março de 1942 - 30 de Setembro de 1942   | 4. Unterseebootsflottille  |
| 1 de Outubro de 1942 - 30 de Novembro de 1942  | 10. Unterseebootsflottille |
| 1 de Dezembro de 1942 - 6 de Fevereiro de 1944 | 12. Unterseebootsflottille |

### Patrulhas
|       | Comandante             | Partida     | Partida    | Chegada     | Chegada    | Dias     | Toneladas |
| ----- | ---------------------- | ----------- | ---------- | ----------- | ---------- | -------- | --------- |
| 1     | Kptlt. Robert Gysae    | 17 Set 1942 | Kiel       | 22 Jan 1943 | Bordeaux   | 128 dias | 51 959    |
| 2     | Kptlt. Robert Gysae    | 1 Abr 1943  | Bordeaux   | 1 Out 1943  | Bordeaux   | 184 dias | 38 017    |
|       | KrvKpt. Heinz Buchholz | 23 Dez 1943 | Bordeaux   | 26 Dez 1943 | La Pallice | 4 dias   |           |
| 3     | KrvKpt. Heinz Buchholz | 2 Jan 1944  | La Pallice | 6 Fev 1944  | Afundado   | 36 dias  |           |
| Total | Total                  | Total       | Total      | Total       | Total      | 348 dias | 89 976 t  |

### Sucessos
- 14 navios afundados num total de 87 388 GRT[1]
- 1 navio danificado num total de 2 588 GRT

| Data        | Comandante   | Nome da Embarcação  | Toneladas | Nacionalidade   |
| ----------- | ------------ | ------------------- | --------- | --------------- |
| 2 Nov 1942  | Robert Gysae | Aegeus              | 4 538     | grego           |
| 9 Nov 1942  | Robert Gysae | Cerion (danificado) | 2 588     | britânico       |
| 19 Nov 1942 | Robert Gysae | Scottish Chief      | 7 006     | britânico       |
| 20 Nov 1942 | Robert Gysae | Pierce Butler       | 7 191     | norte-americano |
| 28 Nov 1942 | Robert Gysae | Nova Scotia         | 6 796     | britânico       |
| 30 Nov 1942 | Robert Gysae | Llandaff Castle     | 10 799    | britânico       |
| 7 Dez 1942  | Robert Gysae | Saronikos           | 3 548     | grego           |
| 12 Dez 1942 | Robert Gysae | Empire Gull         | 6 408     | britânico       |
| 14 Dez 1942 | Robert Gysae | Sawahloento         | 3 085     | holandês        |
| 28 Mai 1943 | Robert Gysae | Agwimonte           | 6 679     | norte-americano |
| 28 Mai 1943 | Robert Gysae | Storaas             | 7 886     | norueguês       |
| 6 Jul 1943  | Robert Gysae | Jasper Park         | 7 129     | canadense       |
| 10 Jul 1943 | Robert Gysae | Alice F. Palmer     | 7 176     | norte-americano |
| 29 Jul 1943 | Robert Gysae | Cornish City        | 4 952     | britânico       |
| 5 Ago 1943  | Robert Gysae | Efthalia Mari       | 4 195     | grego           |
| Total       | Total        | Total               | 89 976 t  |                 |